# محمد مراد بك
الأمير محمد مراد بك كان خان قندوز (في أفغانستان الحديثة) ولاحقاً أمير بخارى (في أوزباكستان الحديثة) في القرن التاسع عشر. في وقت مبكرٍ من القرن التاسع عشر، هزم الأمير مراد بك الأميرَ يار بك للسيطرة على بدخشان، وبعد ذلك وسّع حكمه إلى شمال نهر جيحون.